# کالین مارتیندیل
کالین مارتیندیل (به انگلیسی: Colin Martindale)؛ (زادۀ ۲۱ مارس ۱۹۴۳ میلادی – درگذشتۀ ۱۶ نوامبر ۲۰۰۸ میلادی) روان‌شناس اهل ایالات متحده آمریکا بود. وی به مدت ۳۵ سال استاد روانشناسی در دانشگاه مین بود.
مارتیندیل خلاقیت و فرآیندهای هنری را مطالعه کرد. محبوب‌ترین اثر او «الههٔ موسیقی کوک» (The Clockwork Muse) (۱۹۹۰) بود، که در آن او استدلال می‌کرد که پیشرفت هنری در طول زمان در آثار نوشتاری، بصری و موسیقایی نتیجۀ جستجو برای تازگی است که می‌تواند کمیت شود و تا آنجا مورد مطالعه قرار گیرد که تاریخ هنر را می‌توان به عنوان یک علم تجربی در نظر گرفت.
مارتیندیل در سال ۱۹۸۴ میلادی جایزۀ انجمن آمریکایی برای پیشرفت علم را برای تحقیقات علوم رفتاری دریافت کرد.

## کتابشناسی
- «پیشروی عاشقانه: روانشناسی تاریخ ادبی»، انتشارات همیسفر، ۱ ژوئن ۱۹۷۵ میلادی. شابک: ۰۴۷۰۵۷۳۶۵۵–۹۷۸
- «شناخت و آگاهی (مجموعهٔ دورسی در روانشناسی)»، انتشارات دورسی، ۱۹۸۱ میلادی. شابک: ۹۷۸۰۲۵۶۰۲۴۰۸۱
- «الههٔ موسیقی کوک: قابل پیش‌بینی بودن تغییر هنری»، نیویورک: بیسیک بوکز، ۱۹۹۰ میلادی. شابک: ۰۴۶۵۰۱۱۸۶۱
- «رویکردهای تکاملی و عصب شناختی به زیبایی‌شناسی، خلاقیت و هنر»، آمیتیویل، نیویورک: انتشارات بایوود، ۲۰۰۷ میلادی. شابک: ۰۸۹۵۰۳۳۰۶۲